# Letheobia swahilica
Letheobia swahilica är en ormart som beskrevs av Broadley och Wallach 2007. Letheobia swahilica ingår i släktet Letheobia och familjen maskormar. Inga underarter finns listade i Catalogue of Life.
Denna orm förekommer i östra Afrika i Kenya och Tanzania. Den vistas i låglandet och i kulliga områden upp till 400 meter över havet. Individerna vistas i skogar som ligger nära havet. De gömmer sig ofta i lövskiktet och under annan bråte. Ibland besöker Letheobia swahilica byar. Antagligen lägger honor ägg som hos andra medlemmar av samma släkte.
För beståndet är inga hot kända och Letheobia swahilica är inte sällsynt. IUCN listar arten som livskraftig (LC).